# Plectronotus
Plectronotus är ett släkte av insekter. Plectronotus ingår i familjen torngräshoppor.
Kladogram enligt Catalogue of Life:
| Plectronotus | \| \| Plectronotus excavatus \| \| \| \| \| \| Plectronotus scaber \| \| \| \| |
|              | \| \| Plectronotus excavatus \| \| \| \| \| \| Plectronotus scaber \| \| \| \| |
|              | Plectronotus excavatus                                                         |
|              |                                                                                |
|              | Plectronotus scaber                                                            |
|              |                                                                                |